# Polystichum drepanum
Polystichum drepanum är en träjonväxtart som först beskrevs av Olof Peter Swartz, och fick sitt nu gällande namn av Presl. Polystichum drepanum ingår i släktet Polystichum och familjen Dryopteridaceae. Inga underarter finns listade.

## Bildgalleri

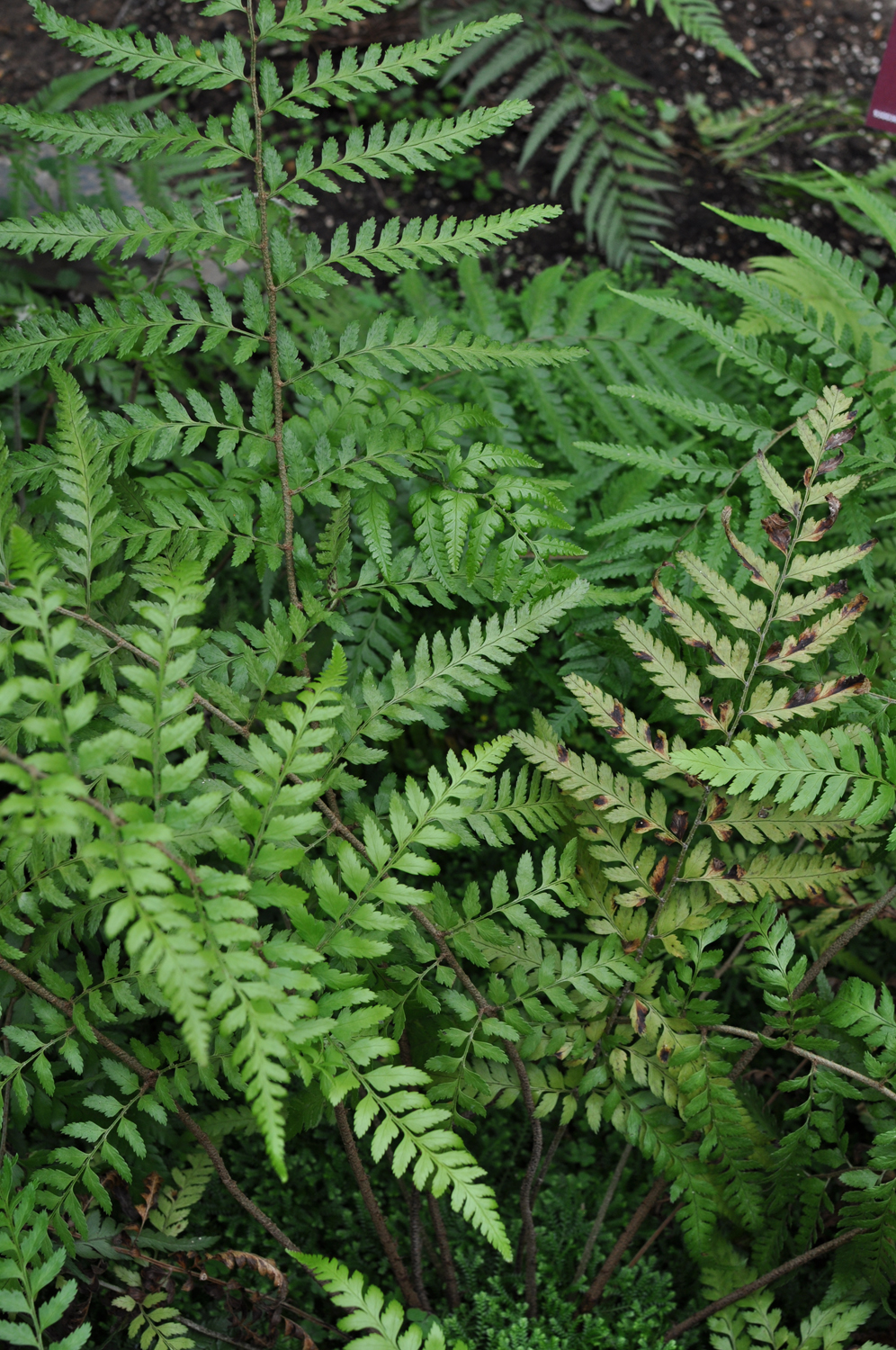